# Carlos Boluda Purkiss
Carlos Boluda Purkiss (Alicante, 22 de enero de 1993) es un extenista español conocido especialmente por la precocidad que mostró en los inicios de su carrera, lo que le llevó a ser considerado como una de las jóvenes promesas más destacadas en el ámbito del deporte.

## Carrera
En 2006 y 2007 ganó en dos ocasiones consecutivas el torneo de Les Petits As, un logro que le llevó a aparecer frecuentemente en los medios de comunicación por ser el único tenista español en conseguir esta gesta. De hecho, el programa "Informe Robinson" abordó su caso en el documental titulado "A la sombra de Nadal", que fue emitido en Movistar Plus+ en 2014.
En total ha logrado 8 títulos en categoría individual del circuito ITF Futures. 
En el año 2015 logró su primer título como profesional el torneo Iran F1 futures, al que siguieron otros 2 títulos más ese mismo año, Spain F8 Futures y Rumanía F14 Futures.
En el año 2017 alcanza 2 finales consecutivas en Ukraine F2 y Ukraine F3 futures, no pudiendo alzarse con el título pero siendo la antesala de su primer título del año en Sri Lanka F2 Futures. Tras este título alcanza la final del Sri Lanka F3 cayendo derrotado en la final ante Sumit Nagal.
Su mejor ranking individual es el Nº 270 alcanzado el 9 de abril de 2018, mientras que en dobles logró la posición 386 el 12 de mayo de 2014.
No ha logrado títulos de la categoría ATP ni de la ATP Challenger Tour.
A principios de 2021 anunció su retiro del tenis profesional debido a la muy poca ayuda recibida de su entorno tenístico. Entonces pasó a entrenar a la jugadora Nuria Párrizas Díaz, aunque en 2022 separaron sus trayectorias. En 2023 Boluda fue entrenador de la tenista de origen rumano Jaqueline Cristian, concluyendo su relación profesional al cabo de unos meses. En otoño de 2023 se trasladó a Barcelona a la espera de participar en un nuevo proyecto deportivo que finalmente no llegó a llevarse a término, por lo que regresó a su tierra de origen tras siete meses, cuando comenzó a entrenar a la tenista estadounidense Ann Li. Poco después, en junio de 2024, Li consiguió ganar el ATP de Valencia.